# Metawithius chamundiensis
Metawithius chamundiensis es una especie de arácnido del orden Pseudoscorpionida de la familia Withiidae.

## Distribución geográfica
Se encuentra en la India.